# Emmeorhiza
Emmeorhiza es un género monotípico de plantas con flores de la familia de las rubiáceas. Incluye una sola especie: Emmeorhiza umbellata (Spreng.) K.Schum. in C.F.P.von Martius & auct. suc. (eds.) (1889). Es nativa de los trópicos de Sudamérica en Brasil en la Amazonia, Caatinga, Cerrado y Mata Atlántica.

## Taxonomía
Emmeorhiza umbellata fue descrita por (Spreng.) K.Schum.  y publicado en Flora Brasiliensis 6(6): 408, en el año 1889.
Sinonimia
- Bigelovia umbellata (Spreng.) Spreng.
- Borreria aralioides Cham. & Schltdl.
- Borreria umbellata Spreng.	basónimo
- Emmeorhiza brasiliensis (C.Presl) Walp.
- Emmeorhiza pohliana C.Presl
- Emmeorhiza umbellata var. pubens Steyerm.
- Emmeorhiza umbellata subsp. septentrionalis Steyerm.
- Emmeorhiza umbellata var. tomentosa K.Schum. ex Steyerm.
- Endlichera brasiliensis C.Presl
- Endlichera umbellata (Spreng.) K.Schum.[4]